# Catesbya pseudomuraena
Catesbya pseudomuraena is een  straalvinnige vissensoort uit de familie van valse murenen (Chlopsidae). De wetenschappelijke naam van de soort is voor het eerst geldig gepubliceerd in 1968 door Böhlke & Smith.